# A Pub with No Beer
A Pub with No Beer ist ein Country-Song, der 1957 durch Slim Dusty in Australien und den USA bekannt wurde. Bobbejaan Schoepen veröffentlichte 1959 unter dem Titel Café zonder bier eine niederländische Fassung, eine deutsche Version folgte 1960 unter dem Titel Ich steh’ an der Bar und ich habe kein Geld.

## Geschichte
Der Song war eine durch Gordon Parsons erfolgte Bearbeitung des ursprünglich von Dan Sheahan aus Inham, North Queensland (ursprünglich von Newmarket, Irland) geschriebenen Gedichts A Pub Without Beer. 1957 wurde A Pub With No Beer die erste australische Goldene Single. 1959 schrieb Dusty eine Fortsetzung The Answer To A Pub With No Beer, in der die Ursache der gescheiterten Bierlieferung erläutert wird.
Im Mai 2001 feierte die Australasian Performing Rights Association (ARPA) mit einer Liste der besten australischen Songs aller Zeiten ihren 75. Geburtstag. Ein Forum von 100 Experten setzte A Pub With No Beer als Nummer fünf auf diese Liste. Im Juni 2008 wurde der Song in das Register „australische Klänge“ des nationalen Film- und Ton-Archivs aufgenommen.

## Europa
Der belgische Entertainer Bobbejaan Schoepen hat den Song in verschiedenen Sprachen aufgezeichnet. Seine niederländische Fassung Café zonder bier debütierte 1959 und die deutsche Fassung folgte im Jahr 1960 unter dem Titel Ich steh’ an der Bar und habe kein Geld. Der Song wurde in Belgien und Österreich ein Nummer-eins-Hit und blieb 1960 für 30 Wochen in den deutschen Charts, in denen er Platz 6 erreichte.
A Pub With No Beer ist auch der Titelsong und Titel eines belgisch-britischen Films aus dem Jahr 1962, der unter den Titeln De Ordonnans und At the Drop of a Head bekannt wurde. Im Jahre 1999 schrieb die alternative Rockband Dead Man Ray einen (teils) neuen Soundtrack für den Film, und ging damit in den Niederlanden auf Tour.

## Amerika
Im Jahre 1960 amerikanisierte Benny Barnes aus Beaumont (Texas) A Pub With No Beer und veröffentlichte das Lied unter dem neuen Titel With No Beer Bar. Der Song wurde auf dem Hall-Way-Label zu einem regionalen Hit. Die Melodie dieser Fassung ist fast identisch mit Stephen Fosters Beautiful Dreamer. Im Jahre 1985 wurde Bar with No Beer von Tom T. Hall auf dem Album Song in a Seashell aufgenommen. Johnny Cash, der den Song auch gespielt hat, hatte ihm zu der Aufnahme geraten.

## Liste der Veröffentlichungen / Musiker
Anne Kirkpatrick & Slim Dusty, Bobbejaan Schoepen (Benelux, Deutschland, Österreich, 1959/1960), Johnny Cash, Bluey Francis, Errol Gray, Foster & Allen, Gordon Parsons, The Irish Rovers, Johnny Greenwood, John Williamson (spielte eine Parodie-Version des Songs: A Dog With No Hair), Nokturnl, Richard Clayderman, Rodney Vincent, The Singing Kettles, Stewart Peters and The Ten Tenors. Andere Quellen nennen Versionen von Johnny Ashcroft, The Pogues, Danny O’Flaherty, Patsy Watchorn, The Clancy Brothers, Merv Allen & The Jimmy Johnston Showband and Wilson Cole, Rolf Harris (UK, 1963), Hamish Imlach (UK, 1995), The Dubliners (1967), Adge Cutler & The Wurzels (UK, 1968), Midnight Oil (Australia, 1998), Dead Man Ray (Belgium, 2001), Donut Kings (2009).
Ronny nahm eine Version auf mit dem Titel Traeumendes Maedchen.